# Viguerie de Conflent
La viguerie de Conflent est une des trois vigueries qui composaient la Généralité de Perpignan (1660-1789).

## Origines
Le Conflent et la Cerdagne formaient une viguerie dès l'an 1126, mais ils n'avaient qu'un seul juge ou viguier pour administrer ces pays.  
Le premier que nous connaissions est Bernardus de Bruliano (de Brulla), judex Ceritaniae et Confluentis,en 1158. Nous trouvons ensuite Pons de LLivia puis Geraldus (1191-1193), suivi semble-t-il de Guillaume de Anyort en 1217. Plusieurs années plus tard, en 1269, nous trouvons Bernat Farex (ou Fareix) de Villefranche-de-Conflent auquel succède Guillem Cadell en 1270.  
Le Conflent forma plus tard avec le Capcir une viguerie séparée dont le titulaire s'intitulait viguier du Conflent et du Capcir. Il convient donc de compléter cette rubrique en consultant celle relative à la viguerie de Cerdagne.
Selon Bernard Alart le premier viguier particulier pour les pays de Conflent et Capcir est connu par une pièce du 3 des nones de novembre 1277.
Il était en même temps bailli de Villefranche et tous ses successeurs ont rempli ces deux offices jusqu'en 1789.

## Organisation et compétences
Le chef lieu de la viguerie de Conflent était Villefranche-de-Conflent, ville fondée le 5 des ides d'avril 1095 par le comte de Cerdagne, Guillem Ramon.  
Le siège de la viguerie fut  ensuite déplacé à Prades en 1773. 
Villefranche-de-Conflent était aussi le siège d'un bailli général (bayle) des comtes de Barcelone. Un certain Bernard Guillem prend le titre de bajulus comitis Barchinone en 1157 puis celui de Bajulus domini regis en 1173.
Au XVIIIe siècle la viguerie se composait du viguier, d'un juge nommé par le roi, d'un procureur du roi, de procureurs, d'un greffier et d'huissiers. 
En 1774, il y avait neuf procureurs et huit huissiers. 
À cette époque le procureur du roi de la viguerie de Conflent et Capcir est alors Nicolau Saleta y Tixedor (1717-1789), docteur ès lois, avocat à la cour, qui succédait ainsi dans cette fonction à son père Nicolau Saleta i Puig (1687-1743), lui-même docteur ès lois et conseiller du roi.
Il y avait également un sous viguier du Conflent et un sous viguier du Capcir dont nous ignorons les noms.
Parmi les juges de la viguerie on retiendra le nom de François Xavier Tixedor e Izos (1715-1788), docteur en droit civil et en droit canon, que Jean Capeille a nommé par erreur François Xavier Texidor del Sola (mentionné par Ernest Delamont comme juge de la viguerie en 1770 et 1774), connu pour être l'auteur d'un ouvrage d'économie politique intitulé Nouvelle France ou France commerçante publié en 1755 puis à Londres en 1765. Ouvrage qu'il convient de situer par rapport à la controverse qui opposait alors  l'abbé François-Gabriel Coyer (1707-1787), auteur de La noblesse commerçante publié à Londres en 1756, à  Philippe-Auguste de Sainte-Foy (1721-1795), lequel lui avait répliqué en publiant la même année La Noblesse militaire ou le Patriote français. 
Le viguier exerçait une sorte de tutelle administrative sur les communes de la viguerie dans lesquelles il se transportait pour présider les conseils et recevoir les serments des consuls. 
Le siège de la viguerie était le tribunal du viguier. Les jugements y étaient généralement rendus par un magistrat assesseur du viguier nommé par le roi qui portait le titre de juge royal de la viguerie de Conflent et de Capcir. Mais le viguier pouvait siéger lui-même.
Le procureur du roi exerçait également la fonction de procureur royal au siège de la cour du bailli (ou bayle) de Villefranche-de-Conflent.
La ville de Vinça  jouissait dès 1217 des mêmes privilèges que Villefranche-de-Conflent. Les habitants de la ville n'étaient donc pas justiciables de la cour du viguier ce qui ne manqua pas d'occasionner quelques conflits de compétence.
Le tribunal du viguier connaissait tant au civil qu'au criminel et dans toute l'étendue de la viguerie des personnes ou entités qui jouissaient de privilèges les exemptant des juridictions ordinaires, tels que les nobles, ou les communautés ecclésiastiques et séculières.  
Les cas royaux et les matières dites bénéficiales lui étaient réservées.

## Le recueil des anciens usages de la cour du viguier de Conflent et Cerdagne
Le livre des stils (ou recueil des usages de la cour du viguier de Conflent et Cerdagne) est un manuscrit adressé au dernier roi de Majorque dans lequel le rédacteur a inséré des critiques et suggéré des améliorations. 
Ce recueil fut composé sous le règne de Jacques II qui fut roi de Majorque, comte du Roussillon et de Cerdagne de 1324 à 1344.
On y trouve mentionné les noms de plusieurs seigneurs du Conflent également cités dans divers documents de l'époque. 
L'article 40 nomme comme seigneur du lieu dels Horts le noble Jean de So (Johannis de Sono) qui succéda en 1335 à son père Bernat de So, vicomte d'Evol.
L'article 49 intitulé Locus de Jullos indique que Hugues de Tatzo (Hugonis de Tacione), seigneur de Tatzo (la seigneurie de Tatzo avait succédé à la vicomté de Tatzo (Taxo d'Avall), possédait en ce lieu de Jujols merium imperium et alta jurisdicionem in hominibus dicti loci. Jean Capeille a laissé une notice au sujet d'Hugues de Tatzo (op.cit. page 610) dans laquelle il est précisé que "Dalmace de Tatzo, fils d'Hugues, reçut à l'occasion de son mariage, la nue propriété de la seigneurie de Jujols et fut coseigneur de ce lieu avec son père".
L'article 57 intitulé De Aspirano,  indique que Raymond Cadell (Raymundus Catelli), seigneur d'Espira-de-Conflent, possédait une juridiction civile et criminelle (crimes mineurs) en ce lieu en raison d'un privilège qui avait été concédé à son père, (Pierre Cadell époux de Sibille Embertat fille de Raymond Embertat, juge de Cerdagne) , par le roi Jacques II de Majorque (1243-1311). Cet acte précise que Pierre Cadell était le fils de Bernard Cadell de Puigcerda.
Ce document daté du 15 des calendes d'avril 1300 est reproduit dans l'Appendice inséré in fine par Bernard Alart.
Les usages contenus dans le livre des stils furent approuvés en 1371 par une pragmatique du roi Pierre IV d'Aragon (1319-1387).

## Liste des viguiers de Conflent et Capcir
La liste des viguiers telle qu'arrêtée par Ernest Delamont peut-être complétée de la façon suivante:
Le premier viguier connu de Conflent et du Capcir est Raymond de Posols en 1277 ; viennent ensuite :
- Pierre de Castell, 1305.
- Guillaume Des Puig (de Podio), 1344.
- Pierre de Alenya, 1359, mai 1364.
- François de Sant-Feliu, août 1364.
- Raymond de Junya, 12 juin 1370. Cf. Jean Capeille, op.cit. page 287.
- Jaspert de Tregura, (1390-1392). Cf. Jean Capeille, op.cit. page 629.
- Arnaud de Sannaret, 1403.
- Pierre de Alenya, (XVe siècle)
- François Cadell, 1500
- Jean de Tord, 1602.
- Antoine de Gogs, 1613.
- Joseph de Marçal, 1671-1690.
- Joseph Vilar Gelada, 1695-1707.
- Joseph Armengau y Folcra, 1708-1710.
- Joseph Bordes i Romeu, mort en 1747.
- François Compte i Vallespir, 1747-1774.
- Joseph François Xavier Compte i Bordes, 1774-1789.

Outre certaines identités non précisées, Ernest Delamont avait omis dans sa liste François Cadell (Francesc Cadell) lequel est mentionné comme viguier de Conflent et Capcir en 1500 dans l'ouvrage de Francisco Jose Morales Roca, Caballeros de la espuela dorada del principado de Cataluña (1988). François Cadell avait été élevé à la dignité de cavaller par Ferdinand le Catholique. Il était fils de Bernard Cadell, donzell de Villefranche-de-Conflent. Il avait épousé Marquesa de Foix y Despuig, dont la grand-mère maternelle, Joana de Peguera y Vilalta était la sœur de Violant de Peguera y Vilalta épouse du seigneur d'Espira de Conflent, Pierre IV Cadell. 
Le couple François Cadell et Marquesa de Foix y Despuig eut une fille Tomasa de Cadell y de Foix qui épousa le 1er janvier 1538 Pierre Martyr de Alenya, donzell de Perpignan ainsi que l'indique Philippe Lazerme. Peut-être descendait-il de Pierre de Alenya qui fut fait cavaller de la espuela dorada en 1446. Ce dernier était lui-même le fils de Pierre d'Alenya, qui fut aussi viguier de Conflent comme nous l'indique également  Francisco Jose Morales Roca (op.cit page 36). Il convient donc de le rajouter à la liste sans pouvoir toutefois préciser les dates d'entrée et de sortie de fonction. Ce Pierre d'Alenya serait donc homonyme d'un autre viguier de Conflent du XIVe siècle mentionné par Ernest Delamont. Il ne doit pas être confondu avec Pierre de Alenya immatriculé comme burges honrat de Perpignan en 1539 ainsi que l'indique Albert Salsas dans son Catalogue des bourgeois honorés, texte intégralement  reproduit en annexe par Bernard Lloansi dans La noblesse des bourgeois honorés de Perpignan (op.cit.). 
Philippe Lazerme (op.cit) mentionne Joseph Armangau Y Folcra (noté simplement N. Armangau par Ernest Delamont). 
Le même auteur précise que Joseph Armangau Y Folcra était né le 7 janvier 1677 à Vinça de Cristofol Armagau y Descallar (1622-1684), burges honrat de Perpignan marié à la fille d'un mercader de Perpignan et d'Ille-sur-Têt.
En 1774, le viguier en titre est alors Champeron de Montbel (non identifié), la régence effective de la viguerie étant assurée par François Xavier Compte y Bordes, fils du viguier en titre depuis 1747, à savoir François Compte i Vallespir (1712-1774) ainsi que le précise Philippe Lazerme (op.cit. Tome 1. Page 330), docteur en droit et bourgeois honoré de Perpignan . Ce dernier avait lui-même succédé à son beau-père Joseph Bordes y Romeu né à Prades le 5 octobre 1681, élu batlle de Prades en 1715 et anobli en 1721.
Selon Jean Capeille (op.cit) François Xavier Compte y Bordes né le 31 octobre 1739 à Prades vit sa maison située à Prades envahie par des émeutiers le 27 juillet 1789. Les archives de la viguerie furent en partie détruites. Il dut prendre la fuite et se retira dans le comté de Foix avant d'émigrer.